# 2019 en Finlande
Chronologie de la Finlande
- 2015
- 2016
- 2017
- 2018
- 2019
- 2020
- 2021
- 2022
- 2023

Cette page concerne les évènements survenus en 2019 en Finlande :

## Évènement
- 23-26 mai : Élections européennes en Finlande
- 6 juin-10 décembre : Gouvernement Rinne
- 1er juillet-31 décembre : Présidence finlandaise du Conseil de l'Union européenne
- 1er octobre : Agression au sabre de l'école de Kuopio (en) (bilan : un mort et dix blessés)
- 11 novembre : Controverse sur la grève postale en Finlande de 2019 (en)
- décembre : Début du scandale des viols d'enfants à Oulu
- 10 décembre : Gouvernement Marin

## Sport
- Championnat de Finlande de football 2019
- Championnat de Finlande de hockey sur glace 2018-2019
- Championnat de Finlande de hockey sur glace 2019-2020
- Coupe nordique de futsal
- 19-27 janvier : Organisation des championnats du monde junior de ski nordique
- 6-11 août : Organisation du Championnat IV d'Europe de hockey sur gazon

## Culture

### Sortie de film
- Angry Birds : Copains comme cochons
- Aurora
- Iron Sky 2

## Décès
- Per Olov Jansson, photographe.
- Osmo Jussila (en), historien.
- Pertti Koivulahti, joueur de hockey sur glace.
- Tapio Lehto (en), athlète (triple saut).
- Olli Lindholm (en), chanteur et guitariste.
- Olavi Mannonen, athlète (pentathlon)
- Matti Nykänen, sauteur à ski.
- Eyvind Wichmann (en), physicien.
- Unto Wiitala, joueur de hockey sur glace.